# Vilmos Apor

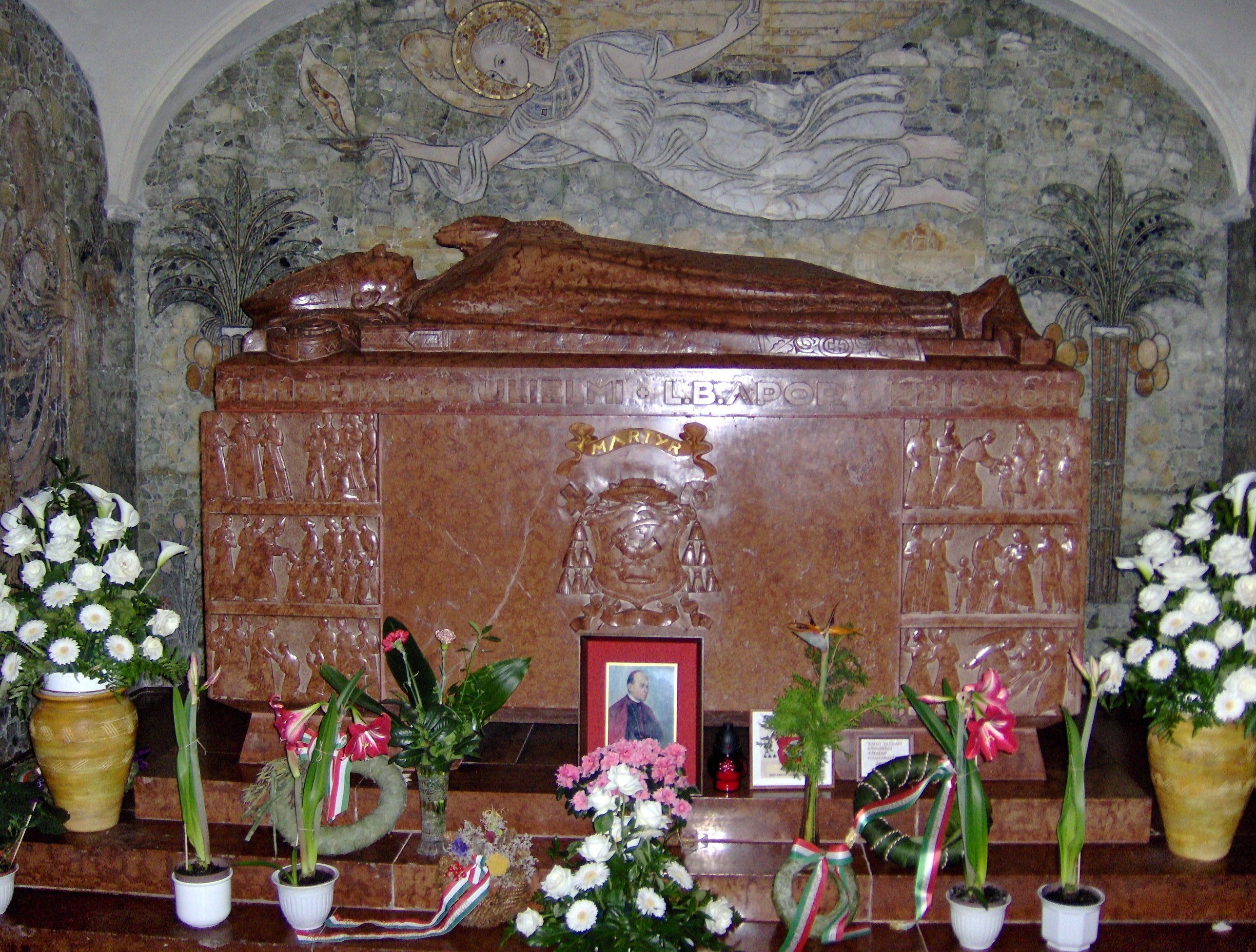
Grobowiec bł. Vilmosa Apora w katedrze w Győrze

Vilmos Apor (ur. 29 lutego 1892 w Segesvárze, zm. 2 kwietnia 1945 w Győrze) – biskup węgierski i męczennik, błogosławiony Kościoła rzymskokatolickiego.

## Życiorys

### Pochodzenie
Urodził się w wielodzietnej rodzinie. Jego ojciec, baron Gabor Apor z Altorji był zatrudniony w administracji austro-węgierskiej, a matka, księżniczka Fidelia Palffy, pochodziła ze znanej rodziny węgierskiej.

### Wykształcenie
Vilmos Apor został posłany do kolegium jezuickiego w Kalksburgu, później kontynuował naukę u jezuitów w Kalocsy. Po ukończeniu Seminarium Jezuitów w Innsbrucku w dniu 24 sierpnia 1915 otrzymał święcenia kapłańskie.

### Kapłaństwo
W czasie I wojny światowej był kapelanem wojskowym, następnie skierowano go do Gyuli, gdzie najpierw został wikariuszem, a w 1918 – proboszczem. W okresie międzywojennym założył wiele instytucji charytatywnych, czym zyskał przydomek proboszcza ubogich. Otworzył między innymi Ośrodek Vilmosa Apora, gdzie przyjmowane były osierocone dzieci. W dniach 25-30 maja 1938 uczestniczył w 34. Kongresie Eucharystycznym w Budapeszcie.
21 stycznia 1941 został mianowany biskupem Győru przez papieża Piusa XII. 24 lutego 1941 w Gyuli odbyła się konsekracja nowego biskupa. W trakcie działań wojennych biskup bronił prześladowanych: udzielił schronienia węgierskim Żydom, uchodźcom ze wschodu i mieszkańcom miasta w pałacu biskupim w Győrze. Protestował przeciwko sposobowi traktowania Żydów na Węgrzech. Biskup, broniący ukrytych w piwnicach pałacu biskupiego kobiet i dzieci, został postrzelony 28 marca 1945 przez sowieckiego żołnierza. Przewieziono go do szpitala, gdzie mimo natychmiastowej operacji zmarł 2 kwietnia 1945. Został pochowany w krypcie kościoła karmelitów w Győrze. 23 maja 1986 rząd węgierski zezwolił na przeniesienie jego szczątków do katedry w Győrze. 9 listopada 1997 Vilmos Apor został beatyfikowany przez Jana Pawła II.

## Pamięć o błogosławionym
W Budapeszcie znajduje się plac jego imienia (Apor Vilmos tér).